# Broadwell
Broadwell je kódové označení pro pátou generaci mikroprocesorů vyvíjených společností Intel. Broadwell je zmenšením architektury Haswell; využívá 14-nanometrovou výrobní technologii. Procesory Broadwell však plně nenahradily procesory Haswell, protože nenabízí žádné low-endové desktopové procesory. První desktopové procesory vyšly 2. června 2015. Jejich nástupcem se staly procesory architektury Skylake.
Označení pátá generace mají oficiálně pouze procesory Core i3, i5 a i7. Procesory Broadwell řady Celeron, Pentium a Xeon toto označení nenesou. Tato generace také zavedla označení Core M pro mobilní procesory.

## Historie vývoje
Procesory Broadwell byly oznámeny ke konci roku 2012. Původně se spekulovalo, že by tyto procesory měly využívat pouze patice typu BGA a prodávat se připájené k základní desce, což by znemožnilo změnu komponentů a tedy vylepšování počítače. Začátkem roku 2013 Intel oznámil, že ve čtvrtém čtvrtletí roku 2013 začne sériovou výrobu čipů, které měly být zákazníkům dodávány už v následujícím roce. Nedlouho poté bylo oznámeno, že Intel zůstane u LGA patice a procesory se k deskám pájet nebudou. V červenci bylo oznámeno, že se Broadwell posouvá na druhé pololetí roku 2014. Nedlouho poté bylo oznámeno další zpoždění, kvůli defektům vyrobených procesorů a jiným technickým problémům.
27. října 2014 bylo spuštěno několik mobilních procesorů řady Core M. Další procesory začaly vycházet v lednu 2015 a procesory pro stolní počítače řady Core i5 a i7 byly vydány 2. června 2015, jednalo se však pouze o dva modely, které byly navíc byly zastíněny vydáním procesorů Skylake o necelé tři měsíce později. Představitel Intelu Kirk Skaugen přiznal, že přeskočení desktopových procesorů u Broadwellu bylo špatné rozhodnutí.
V květnu 2016 Intel oznámil chystané procesory pro nadšence Broadwell-E, které měly být pokračováním modelů Haswell-E s 14-nanometrovým výrobním procesem Broadwellu.

## Technické parametry
Mezi varianty pro mobilní zařízení s paticí typu BGA patří Broadwell-Y, Broadwell-U, Broadwell-H. První dva jmenované se vyznačují nízkou spotřebou energie a jsou určené primárně pro tablety a ultrabooky. Varianta H byla navržena pro chipsety HM68, HM87, QM87. Vznikl pro ní také nový chipset HM97 pro "all-in-one" systémy a malé základní desky.
Procesory pro stolní počítače označené jako Broadwell-DT jsou čtyřjádrové a přetaktovatelné. Mají integrovaný grafický čip Iris Pro 6200 a 128 MB L4 mezipaměti. V základní frekvenci mají tepelný výkon 65 W. Využívají patici LGA 1150 a jsou zpětně kompatibilní se základními deskami navrženými pro procesory Haswell.
Řada pro počítačové nadšence Broadwell-E využívá stejnou patici jako Haswell-E, tedy LGA 2011-v3. Také chipset zůstává stejný (je však třeba aktualizace BIOSu), proto jsou základní desky pro Haswell-E použitelné i pro Broadwell-E. Tyto procesory také podporují novější typ paměti DDR4 na čtyřech kanálech.

## Seznam Broadwell procesorů

### Pro nadšence
| Označení procesoru | Označení procesoru | Počet jader | Frekvence CPU | Frekvence CPU | TDP   |
| Označení procesoru | Označení procesoru | Počet jader | Základ        | Turbo         | TDP   |
| ------------------ | ------------------ | ----------- | ------------- | ------------- | ----- |
| Core i7            | 6950X              | 10          | 3 GHz         | 3.5 GHz       | 140 W |
| Core i7            | 6900K              | 8           | 3.2 GHz       | 3.7 GHz       | 140 W |
| Core i7            | 6850K              | 6           | 3.6 GHz       | 3.8 GHz       | 140 W |
| Core i7            | 6800K              | 6           | 3.4 GHz       | 3.6 GHz       | 140 W |

### Desktopové
| Označení procesoru | Označení procesoru | GPU jednotka  | Frekvence CPU | Frekvence CPU | TDP  |
| Označení procesoru | Označení procesoru | GPU jednotka  | Základ        | Turbo         | TDP  |
| ------------------ | ------------------ | ------------- | ------------- | ------------- | ---- |
| Core i7            | 5775C              | Iris Pro 6200 | 3.3 GHz       | 3.7 GHz       | 65 W |
| Core i5            | 5675C              | Iris Pro 6200 | 3.1 GHz       | 3.6 GHz       | 65 W |

### Mobilní
| Označení procesoru | Označení procesoru | Jednotka GPU  | Základní frekvence | TDP  |
| Core i7            | 5950HQ             | Iris Pro 6200 | 2.9 GHz            | 47 W |
| Core i7            | 5850HQ             | Iris Pro 6200 | 2.7 GHz            | 47 W |
| Core i7            | 5750HQ             | Iris Pro 6200 | 2.5 GHz            | 47 W |
| Core i7            | 5700HQ             | HD 5600       | 2.7 GHz            | 47 W |
| Core i7            | 5650U              | HD 6000       | 2.2 GHz            | 15 W |
| Core i7            | 5600U              | HD 5500       | 2.6 GHz            | 15 W |
| Core i7            | 5557U              | Iris 6100     | 3.1 GHz            | 28 W |
| Core i7            | 5550U              | HD 6000       | 2.0 GHz            | 15 W |
| Core i7            | 5500U              | HD 5500       | 2.4 GHz            | 15 W |
| Core i5            | 5350H              | Iris Pro 6200 | 3.1 GHz            | 47 W |
| Core i5            | 5350U              | HD 6000       | 1.8 GHz            | 15 W |
| Core i5            | 5300U              | HD 5500       | 2.3 GHz            | 15 W |
| Core i5            | 5287U              | Iris 6100     | 2.9 GHz            | 28 W |
| Core i5            | 5257U              | Iris 6100     | 2.7 GHz            | 28 W |
| Core i5            | 5250U              | HD 6000       | 1.6 GHz            | 15 W |
| Core i5            | 5200U              | HD 5500       | 2.2 GHz            | 15 W |
| Core i3            | 5157U              | Iris 6100     | 2.5 GHz            | 28 W |
| Core i3            | 5020U              | HD 5500       | 2.2 GHz            | 15 W |
| Core i3            | 5015U              | HD 5500       | 2.1 GHz            | 15 W |
| Core i3            | 5010U              | HD 5500       | 2.1 GHz            | 15 W |
| Core i3            | 5005U              | HD 5500       | 2.0 GHz            | 15 W |
| Pentium            | 3825U              | HD Graphics   | 1.9 GHz            | 15 W |
| Pentium            | 3805U              | HD Graphics   | 1.9 GHz            | 15 W |
| Celeron            | 3755U              | HD Graphics   | 1.7 GHz            | 15 W |
| Celeron            | 3205U              | HD Graphics   | 1.5 GHz            | 15 W |

### Další
| Označení procesoru | Označení procesoru | Jednotka GPU   | Frekvence CPU | Frekvence CPU | TDP  |
| Označení procesoru | Označení procesoru | Jednotka GPU   | Základ        | Turbo         | TDP  |
| ------------------ | ------------------ | -------------- | ------------- | ------------- | ---- |
| Core i7            | 5775R              | Iris Pro 6200  | 3.3 GHz       | 3.8 GHz       | 65 W |
| Core i5            | 5675R              | Iris Pro 6200  | 3.1 GHz       | 3.6 GHz       | 65 W |
| Core i5            | 5575R              | Iris Pro 6200  | 2.8 GHz       | 3.3 GHz       | 65 W |
| Xeon E3            | 1278Lv4            | Iris Pro P6300 | 2.0 GHz       | 3.3 GHz       | 47 W |
| Xeon E3            | 1258Lv4            | P5700          | 1.8 GHz       | 3.2 GHz       | 47 W |
| Xeon E3            | 1284Lv4            | Iris Pro P6300 | 2.9 GHz       | 3.8 GHz       | 47 W |